# USS Stanton (DE-247)
«Стентон» (англ. USS Stanton (DE-247) — військовий корабель, ескортний міноносець класу «Едсалл» військово-морських сил США за часів Другої світової війни.
«Стентон» був закладений 7 грудня 1942 року на верфі Brown Shipbuilding у Х'юстоні, де 21 лютого 1943 року корабель був спущений на воду. 7 серпня 1943 року він увійшов до складу ВМС США.
Ескортний міноносець «Стентон» брав участь у бойових діях на морі в Другій світовій війні, супроводжував транспортні конвої союзників в Атлантиці. За час війни у взаємодії з іншими протичовновими кораблями потопив німецькі підводні човни U-880 і U-1235.
За бойові заслуги, проявлену мужність та стійкість екіпажу в боях «Стентон» удостоєний трьох бойових зірок, нашивки за участь у бойових діях, медалей «За Європейсько-Африкансько-Близькосхідну кампанію», «За Американську кампанію», Перемоги у Другій світовій війні.

## Історія служби
25 березня 1945 року оперативна група TG 22.5 вирушила в північно-центральну частину Атлантичного океану для полювання на підводні човни противника. До 15 квітня ніяких контактів не було зафіксовано. «Сноуден» покинув загороджувальний патруль, щоб захистити американський ескортнийо авіаносець «Кроатан», а «Стентон» і «Фрост» того дня виявили німецьку субмарину, яку атакували «Хеджхогами». Через шість хвилин обидва кораблі струснув сильний підводний вибух. О 01:14 наступного ранку стався ще сильніший вибух, який потряс кораблі на відстані 12 миль, а потім кілька незначних вибухів. Як з'ясувалося пізніше це був U-1235, який загинув з усім екіпажем.
16 квітня обидва кораблі «Стентон» та «Фрост» затопили ще один ПЧ типу VII U-880. Вони продовжували діяти в північних водах поблизу Арджентії, Ньюфаундленд, доки не повернулися повернення до Нью-Йорка 14 травня 1945 року.